# Gammelstad
Gammelstad – miasto-kościół w pobliżu Luleå w północnej Szwecji. Uważane jest za najlepiej zachowany spośród tego rodzaju obiektów, niegdyś często spotykanych na północy Skandynawii. Z tego względu zostało w 1996 wpisane na listę światowego dziedzictwa UNESCO. 
Miasta-kościoły budowane były w regionach, gdzie ze względu na ukształtowanie terenu, warunki atmosferyczne i małą gęstość zaludnienia niektórzy wierni mieli do najbliższego kościoła tak daleko, że nie byli w stanie wykonać podróży w obie strony jednego dnia. Dlatego wokół świątyń budowano dla nich miejsca noclegu, tworząc niewielkie miasteczka. Były one zaludniane wyłącznie w niedziele oraz podczas świąt religijnych. 
Gammelstad powstało na początku XV wieku. Składa się kamiennego kościoła oraz otaczających go 424 drewnianych domków.